# Vadim
Vadim (Russisch: Вадим) is een russische film uit 1910 van regisseur Pjotr Tsjardynin.

## Verhaal
De landeigenaar Palitsyn verwoestte zijn buurman, die als gevolg daarvan stierf, en liet twee kinderen achter: een zoon, Vadim, en een dochter, Olga, die hij verzorgt. Vadim belooft zichzelf al het mogelijke te doen om wraak te nemen op Palitsyn.